# Analog Devices
Analog Devices es una multinacional estadounidense productora de dispositivos semiconductores. Analog Devices es especialista en ADC y DAC, MEMS y DSPs. Actualmente puede diseñar dispositivos en el rango de 0.055-3 micrómetros.

## Historia
Analog Devices es una de las compañías de semiconductores más longevas del mundo, fue fundada en 1965 por Ray Stata, el cual todavía mantiene un rol importante hoy en día. Vincent Roche es el actual CEO y presidente.
La sede de la compañía está en Norwood, Massachusetts; tiene fábricas en Limerick (Irlanda) y Filipinas y centros de desarrollo en Israel, Pekín, Shanghái, Tokio, Taipéi, Edimburgo, Melbourne, Bangalore, Hyderabad, Múnich y otros más.
Actualmente ADI cuenta con un centro de diseño localizado en Valencia (España).

## Productos
Las categorías de los dispositivos producidos por Analog Devices son:
- Amplificadores
- Audio/Video
- Comparadores
- ADC
- DAC
- Fibra óptica
- Microprocesadores
- MEMS
- Sensores
- RF

## Competidores
- Texas Instruments
- Microchip Technology Inc.
- NXP
- Infineon
- Motorola(ahora Freescale)
- ST Microelectronics